# Tanxugueiras
Tanxugueiras es un grupo de pandeireteiras originario de Galicia formado por Aída Tarrío y las hermanas gemelas Olaia y Sabela Maneiro. El grupo trabaja con el género de la música tradicional gallega tratando de darles a las piezas una sonoridad más moderna, que la aproximan al estilo de la world music o incluso del pop. Asimismo, busca enfatizar temas como el empoderamiento de la mujer.
Comenzaron a trabajar juntas bajo el nombre de Tanxugueiras en 2016. El nombre del grupo proviene de la toponimia: se trata del nombre dado a fincas en las que es habitual que merodeen los tejones (teixugos) y que en la zona de Fumaces, municipio de Riós (provincia de Orense) se le denomina tanxugo en lugar de teixugo (que sería la forma normalizada en idioma gallego) y de ahí "tanxugueira". La particularidad de estas fincas es que suelen estar cerca de las aldeas y eran zonas a las que no accedían los lobos por lo que además tiene una connotación de sitio seguro.

## Trayectoria

### Inicios
La fama de Tanxugueiras comenzó mucho antes de sacar el primer disco. A principios de 2017, se volvió viral en las redes sociales un vídeo en el que aparecían cantando unas panadeiras antes de un concierto con la Banda das Crechas en Glasgow. En 2017 colaboraron en el tema «Pepa», del primer disco de A banda da loba.

### 2018:Tanxugueiras
En primavera de 2018, editaron su primer disco con el nombre del grupo, Tanxugueiras. Este ganó el Premio MIN de disco en gallego 2018. El sencillo de presentación fue Que non mo neguen (Que no me lo nieguen), para el que contaron con la colaboración de Guadi Galego. En este mismo año, publicaron un sencillo de rock llamado Cultura crítica, en el que colaboraron con NAO y con el grupo de rap SonDaRúa. Asimismo, colaboraron con el grupo de folk escocés Shooglenifty en la canción "East West". Durante su gira, visitaron escenarios de diversos lugares como Cuba, India, Suiza y Glasgow.  

### 2019:Contrapunto
A mediados de 2019, fueron galardonadas con el Premio Martín Códax da Música en la categoría de Música tradicional gallega y folk. En noviembre salió a la luz el segundo disco, Contrapunto, bajo el sello de Calaverita Records y PlayPlan. Fue producido por Tanxugueiras con la colaboración de Isaac Palacín, quien toca también la batería. Junto a piezas más próximas a la música tradicional, como "Perfidia" o "Miña Nai", otros temas, como "Malquerenza" o "Desposorio" tienen sonoridades que recuerdan al pop o incluso la música electrónica. Asimismo, el disco tiene como propósito reivindicar la figura de la mujer en la música tradicional y en la sociedad, un aspecto que se refleja en los vídeos de presentación del disco, que corresponden a las canciones "Desposorio" y "Perfidia". 

### 2020-2021: Reconocimientos y nuevos sencillos
En el año 2020, reciben el premio a la Mejor Adaptación de una Pieza Tradicional en los XIX Premios La Opinión de Música de Raíz. Asimismo, "Contrapunto" es reconocido como uno de los mejores discos del World Music Charts Europe.
En sus trabajos del año 2021 se percibe una evolución hacia fusión entre música tradicional y sonidos próximos al trap y a la música electrónica. Uno de sus sencillos del año, "Figa", fue escogido en una votación no vinculante entre aficionados al concurso como tema favorito para participar en la edición del año 2022 del festival de Eurovisión.

### 2022: Benidorm Fest, el fenómeno de «Terra» yDiluvio
Tras ser anunciadas a finales de 2021 como unas de las catorce participantes de la primera edición del Benidorm Fest, su participación en la primera semifinal, en la que clasificaron como segundas al ser primera opción del televoto, segunda del voto demoscópico y quinta del jurado, desata un fenómeno social que rápidamente se extiende por toda España. Tanto es así que en la gran final resultaron ganadoras del televoto, con un 70,75% entre los ocho finalistas, y también del voto demoscópico con un 14,59%, aunque en la clasificación general terminaron en tercera posición debido al quinto puesto que les volvió a otorgar el jurado, lo que provocó una fuerte polémica que llegó incluso al Congreso de los Diputados.
En dicha edición compitieron con «Terra», una canción compuesta expresamente para el Benidorm Fest que revisiona el ritmo tradicional de la muñeira para actualizarlo y fusionarlo con la electrónica, utilizando sintetizadores e instrumentos de percusión a través de una producción moderna a cargo de Iago Pico. En su letra, Tanxugueiras homenajea a las primeras cantareiras, mujeres que durante siglos animaron las fiestas populares en Galicia solo con sus voces y la compañía de las panderetas y a las que nunca se les reconoció su labor ni su contribución a la cultura del país. También en «Terra» reivindican la riqueza cultural de los pueblos y su defensa, bien sea a través de la música o del uso de las diversas lenguas, bajo la frase non hai fronteiras (no hay fronteras), que repiten a lo largo de la canción en todos los idiomas cooficiales del Estado, incluido el asturiano, aún no reconocido como tal. Esta frase, convertida en lema, junto a las panderetas y la estética del trío durante la actuación se convirtieron en un fenómeno que abarcó desde la imitación en redes sociales a la creación de merchandising, pasando por dibujos, tatuajes, un repunte en el número de personas que se matricularon en clases de baile tradicional gallego y de pandereta y el auge de ventas de las mismas en toda Galicia, llegando a acabar con sus existencias. Actualmente, la canción supera los 20 millones de reproducciones en las plataformas digitales y está certificada con el Disco de Oro.
El concepto general de su puesta en escena en Benidorm Fest, alejado de cualquier cliché, fue ideado por Laura Iturralde. En él destacaba una pieza poligonal en forma de montaña sobre la que ellas arrancaban la canción y que buscaba simular "un amanecer frío que poco a poco va cogiendo calidez", según palabras de la escenógrafa. Mientras, Silvia Iria Miramontes fue la encargada de los movimientos escénicos de Tanxugueiras en una actuación cuya estética estuvo completamente inspirada en su Galicia natal. El maquillaje, obra de Miguel Bling, puso mucho énfasis en la mirada de las tres integrantes, con un diseño de maquillaje que acabó incluso convertido en un filtro para las historias de Instagram y que se completaba con el pan de oro que adornaba sus cabezas. A su vez, su vestuario, creado y confeccionado por Jorge Álvarez, emulaba los trajes típicos de gala, con bordados al aire y negro y dorado como únicos colores, acompañados de joyas tradicionales. A este diseño se le sumaba la deconstrucción que suponía que ellas llevaran pantalón y sus bailarines, Artur Puga y Fran Sieira, creador de la coreografía, vistieran con falda. Por último, los visuales que se proyectaban en las pantallas del escenario, a cargo de Marta Verde, mostraban imágenes de archivo de varias recollidas mezclándolas con otras grabadas adrede para la actuación.
A raíz de su participación y del fenómeno social que se desató, el grupo alcanzó una exposición nacional que les llevó a dar más de 80 conciertos por toda la geografía española a lo largo del año 2022 dentro de su Xira Midas. Este éxito mediático y musical sumado a la polémica en torno a las votaciones del Benidorm Fest despertaron también el odio contra ellas en las redes sociales, llegando a provocar que una de las componentes, Olaia, tuviera que cerrar temporalmente su cuenta en Instagram tras ser víctima de un hackeo malintencionado e innumerables mensajes de odio. Pese a ello, el grupo siguió trabajando y tras «Averno», que lanzaron junto a Rayden a principios de año, estrenaron nuevos sencillos como «Pano Corado», «Desidia», «Seghadoras» o «Fame de odio», todos adelantos de su tercer álbum de estudio, Diluvio, que salió a la venta el 29 de julio.
Con Diluvio el grupo gallego culmina el proceso de transición musical que comenzaron en 2021 con la publicación de «Midas». Su música abraza más la vanguardia, combinando ritmos urbanos cercanos al trap con toques electrónicos, sin dejar de lado la tradición y alcanzando la sonoridad que tenían en su cabeza cuando formaron Tanxugueiras. El álbum, compuesto por diez temas más dos instrumentales de apertura y cierre, gira alrededor de un concepto que envuelve todo el trabajo: los pecados capitales. A la revisión habitual del folklore tradicional se le une en este disco una revisión de los siete pecados capitales más otros tres de nueva acuñación, reconvertidos por las pandeireteiras en aprendizajes capitales, dándoles la vuelta, a través de las canciones, a las ideas preconcebidas y arraigadas en nuestro día a día. Así, a los siete ya conocidos le añaden tres nuevos pecados/aprendizajes como son el patriarcado, reconvertido para ellas en matriarcado y representado en «Sorora»; la hostilidad reconvertida en empoderamiento en «Seghadoras» y la homogeneidad reconvertida en particularidad en «Terra». El resto de pecados se convierten en los siguientes aprendizajes: soberbia ⮕ naturalidad («Arica»), pereza ⮕ autocuidado («Desidia»), avaricia ⮕ generosidad («Midas»), lujuria ⮕ amor libre («Pano Corado»), ira ⮕ aceptación («Averno»), envidia ⮕ autoestima («Figa») y gula ⮕ diversidad («Fame de odio»). El disco lo abre «Treboada», un corte instrumental que vaticina el diluvio que está por venir, y lo cierra el otro corte instrumental titulado «Acougo», una palabra gallega que se emplea para referirse a un estado de paz y calma, aplicado en el concepto del disco a la calma tras la tormenta.
El álbum, producido por Iago Pico junto a Tanxugueiras en Pouland Studios, fue número 1 en ventas físicas en España y entró directamente al puesto 4 en el cómputo entre ventas físicas y digitales, según datos de Promusicae. Además, fue galardonado en 2023 con dos Premios MIN de la Música Independiente a Mejor álbum de raíz y Mejor álbum en gallego tras obtener siete nominaciones y convertirse en el grupo más nominado de la edición. En cuanto al apartado visual de Diluvio, las fotos son un trabajo de Neelam Kahn Vela y el diseño interior es obra de Miguel Duarte, diseñador de todas las portadas de los sencillos adelanto de esta etapa del grupo, desde «Midas» hasta «Fame de odio», caracterizadas por aunar elementos, texturas y símbolos tradicionales de Galicia bajo un mismo concepto visual, potente y oscuro, que representa la sonoridad del álbum.
A estos éxitos hay que sumarle que participaron en los coros del tema «La algarabía», incluido en el disco La Cantera de Guitarricadelafuente y también fueron premiadas en los Premios MIN de la Música Independiente 2022 como Mejor artista emergente; se alzaron con el Premio Mestre Mateo 2022 a Mejor videoclip por «Figa» y fueron galardonadas con el Premio FADEMUR 2022 como personas comprometidas con la igualdad en los pueblos. Además, el 8 de marzo fueron invitadas al concierto benéfico "Mujeres cantan a Rocío Jurado" que se celebró en el WiZink Center de Madrid con motivo del Día de la Mujer y en el que interpretaron una versión del tema «Si amanece» de Rocío Jurado. 
En junio se convierten en imagen de la nueva campaña de la marca Reebok dentro de la colección Classic Leather que fusiona las prendas deportivas con el folklore gallego. En julio son anunciadas por Spotify como embajadoras de la iniciativa Equal España, una propuesta que busca fomentar la igualdad de géneros en la industria musical y que les lleva a aparecer en las pantallas de Times Square en Nueva York.
En agosto baten el récord de ser las segundas artistas gallegas, y las primeras cantando en gallego, que más gente reúne en concierto en la playa de Riazor (La Coruña), con más de 80.000 personas. En noviembre se publica el tema «A Virxe do Portovello», una reversión de la canción popular versionada por Rosa de Moscoso e incluida en el álbum Matriz de Rozalén, donde ellas colaboran. También son invitadas por la TV3 de Cataluña a participar en El Disc de La Marató 2022 interpretando una adaptación en catalán del tema «Stronger» de Kelly Clarkson que titularon «Més Fort». El álbum, en el que participan varios artistas, fue vendido con fines benéficos para ayudar a la investigación y financiación de las enfermedades cardiovasculares.
A finales de año el Fondo Mundial para la Naturaleza (WWF) les dio la oportunidad de amadrinar uno de los seis linces ibéricos —animal en peligro de extinción— que acababan de nacer y que ellas bautizaron como Tanxu. También grabaron uno de Los Conciertos de Radio 3, emitido el 14 de diciembre en RTVE, donde interpretaron varias de las canciones de su último trabajo.

### 2023: Lanzamientos, colaboraciones y un hito histórico conO derradeiro diluvio
Comienzan el año apareciendo en el programa Benidorm Fest Stars, un especial donde se reunieron varios de los participantes de la primera edición del Benidorm Fest un año después de su participación y en la que interpretaron «Pano Corado». Mientras, la Xira Midas, que ya les había llevado por más de 80 lugares en 2022, continúa confirmando fechas entre las que se encuentran el Palau de la Música catalana, donde hicieron sold out, o festivales tan importantes como el Viña Rock. En total se suman hasta 40 conciertos más a los realizados en el año anterior.
Mientras tanto, el grupo sigue componiendo temas y en mayo estrenan su nuevo sencillo «Aire» producido por LOWLIGHT, un dúo gallego afincado en Madrid que anteriormente ha trabajado con artistas como C. Tangana, Bad Gyal, Ana Mena o Dellafuente. Con esta canción rompen con la estética de la era Diluvio, dejando atrás el color negro habitual, y cada componente se asocia a un color flúor distinto: Aída con el azul, Olaia con el rosa y Sabela con el verde. Además, en su afán por seguir evolucionando y experimentando como grupo, en el videoclip oficial las vemos por primera vez ejecutando una coreografía contemporánea, creada por Dii Feeling.
En junio aparecen como invitadas en la decimosegunda gala de la décima edición del programa Tu Cara Me Suena de Antena 3, donde son caracterizadas para imitar a Las Supremas de Móstoles con «Eres un enfermo». Un par de semanas después, el programa Luar de la TVG reúne en plató a Las Supremas de Móstoles con Tanxugueiras, aunque esa noche Olaia está enferma y no puede asistir, y juntas entonan a capela un trocito de la canción.
El 21 de julio se anuncia su colaboración junto a Ruth Lorenzo en el tema «Reina», cuyo lanzamiento se fija para el 6 de septiembre. La canción, que había sido publicada con anterioridad por la cantante murciana en su versión en solitario, se relanza incluyendo nuevas estrofas escritas en gallego por las propias Tanxugueiras. Más adelante, el 29 de agosto, el grupo publica en redes sociales la fecha de un concierto especial fin de gira que bajo el nombre de O derradeiro diluvio se celebrará el 16 de diciembre en el Coliseum de A Coruña.
En septiembre participan en la segunda edición de la iniciativa She Sounds, organizada por The Music Station y Warner Music en Madrid, donde se pretende visibilizar a las mujeres de la industria musical a través de campamentos de composición privados y también de charlas, talleres y actuaciones gratuitas al público. Tanxugueiras formó parte del campamento, coincidiendo con artistas como Sabela Ramil, Ainoa Buitrago, Covi Quintana o Tatiana Delalvz, entre otras, y actuó en el concierto de cierre interpretando tres canciones.
Tras anunciar las últimas fechas de conciertos antes del fin de gira, que les llevarían por salas de ciudades como Toledo, Zamora o Burgos, el 29 de octubre les otorgan el Premio da Crítica de Galicia en la categoría de músicay promocionan para el 3 de noviembre su nuevo sencillo «As que tiñan que estar» en colaboración con Juancho Marqués. La canción, producida por Gabi Fernández y Ale Acosta de Fuel Fandango, habla de compartir, estar en paz con una misma y valorar a las personas que te rodean. De vivir y no solo existir. Su videoclip fue grabado en el Instituto Galego de Información por la productora audiovisual Trece Amarillo, habitual de los vídeos musicales del trío, y en él aparecen componentes del grupo de baile tradicional Tahúme, del que formó parte Aída. 
Unos días después viajan a Sevilla para participar en la presentación de los/as participantes de la tercera edición del Benidorm Fest, organizada por RTVE en el Teatro Alameda, donde interpretaron su tema «Desidia». Esa misma semana acuden como invitadas a la 24.ª edición de los Latin Grammys, celebrada también en la capital andaluza, y se emite su participación en el programa musical El Camerino de Movistar+, que protagonizan junto a Rozalén e Izaroy en el que, entre otras cosas, interpretan versiones de temas como «Teu nome por mar e terra» de ACadaCanto o «Como un burro amarrado en la puerta del baile» de El Último de la Fila. El 17 de noviembre se edita el álbum LACOSTA del rapero vigués Hard GZ en el que Tanxugueiras colaboran con el tema «SANGUE», una canción que habla del sentimiento tras tener que emigrar de tu tierra y en el que ellas forman parte de la composición e interpretan unos versos. 
También en noviembre el grupo burgalés La M.O.D.A. las anuncia como unas de las artistas invitadas a su concierto de despedida antes del parón que efectuarán hasta 2025, cantando junto a ellas «La Molinera» en el WiZink Center de Madrid. El 30 de noviembre, dos semanas antes del fin de gira, las pandeireteiras anuncian el sold out para esta cita en el mítico Coliseum de A Coruña, haciendo historia al convertirse en las primeras artistas gallegas que logran agotar todas las entradas de ese recinto cantando en gallego. Antes de esta señalada fecha, vuelven a pisar el madrileño WiZink Center para acompañar a su amigo Rayden interpretando «Averno» en uno de sus últimos conciertos en la capital antes de retirarse de la música.
Llegó el 16 de diciembre y con él se rubricó un hecho histórico para la música gallega y en gallego: Tanxugueiras alcanzan un hito al reunir a casi 9.000 personas en la sala de conciertos más grande de todo el noroeste peninsular con su O derradeiro diluvio, llevando la tradición a las masas y preparando un show de dos horas de duración en el que estrenaron un vestuario especial obra del joven diseñador Manuel Escurís, —que ya creó el que utilizaron durante gran parte de la Xira Midas—, y que contó con otras sorpresas e invitados/as como Guadi Galego, Rayden, Valeria Castro, Fillas de Cassandra, Muerdo, Rozalén y Mondra, quien también fue telonero del espectáculo y con el que Aída Tarrío, componente del trío gallego, colaboró unos meses atrás en un tema titulado «Ruando».
Además de estas colaboraciones individuales, Tanxugueiras quiso regalar en este fin de gira un momento mágico reuniendo sobre el escenario coruñés a todas las artistas femeninas invitadas para interpretar juntas «Las Panaderas», la pieza tradicional que fue el primer vídeo viral del grupo gallego y que resonó ante 9.000 personas a capela, valiéndose únicamente de las voces y el ritmo que marcaban sus manos sobre la mesa que les rodeaba. Aunque esta no fue la única sorpresa de la noche, pues a lo largo del concierto se estrenaron hasta tres temas inéditos: «Pedindo Perdón», «Quen é a que canta?» junto a Fillas de Cassandra y «Hoxe, mañá e sempre», junto a la canaria Valeria Castro.
Esta última fue publicada el 29 de diciembre acompañada de un videoclip que mostraba el proceso de grabación de la misma en Pouland Studios. El tema, que está compuesto por las cuatro artistas y Ale Acosta de Fuel Fandango, aborda la ausencia de seres queridos y la importancia de marcharse con la satisfacción de lo vivido. Llegó a entrar en el top 10 de la lista de canciones más virales de Spotify Españay posteriormente, ya en 2024, fue nominada a los Premios MIN en tres categorías: canción del año, mejor artista y mejor producción musical.
Para cerrar este año de ensueño, Tanxugueiras copresentaron el 31 de diciembre el Especial de Fin de Año de la TVG junto a Xose Ramón Gayoso.

### 2024: BSO de Reina Roja,Xira AntesDy La Velada del Año
El 2024 arranca con su aparición en la nueva temporada de Un país para escucharlo, un programa musical presentado por Ariel Rot en La 2 de RTVE donde se recorren diferentes puntos de la geografía española y artistas de la zona actúan y son entrevistados. El pazo de Rois (La Coruña) fue el entorno escogido para la pequeña charla con ellas, tras la que interpretaron en directo su tema «Desidia».El 23 de febrero actúan en Live Las Ventas, en Madrid, colaborando en el concierto de Paula Mattheus, una cantautora vizcaína afincada en la capital junto a quien cantaron uno de los temas de esta: «Quiero mirarte para siempre».
Una semana después, anuncian su participación en la banda sonora de la serie Reina Roja, adaptación del superventas homónino de Juan Gómez-Jurado para Amazon Prime Vídeo. En ella, hacen una versión del clásico ochentero «No mires a los ojos de la gente» del grupo gallego Golpes Bajos que suena en el minuto 41 del sexto capítulo de la primera temporada. Ya en marzo, el trío anuncia la salida de su banda del músico Isaac Palacín, quien fuera percusionista en las últimas giras y productor del segundo álbum de estudio del grupo, Contrapunto. En su lugar, se suma el guitarrista Carlos Barcia, con quien comienzan el 14 de marzo la Xira AntesD en Montbéliard (Francia) con un concierto dentro de la iniciativa MA scène nationale.
Esta gira es un salto cualitativo para el grupo al apostar por una escenografía vitaminada con mayor iluminación y la presencia fija de dos bailarines/as para dinamizar algunas de las canciones del show. En este nuevo espectáculo también se incorporan arreglos nuevos en algunos temas, como «Arica», «Malquerenza», «Aire» o «Midas», y se potencia el impacto sonoro gracias a la incorporación de la guitarra eléctrica, aportando mayor presencia y fuerza al directo. Además, el trío muestra más su faceta percusionista, interactuando con otros instrumentos aparte de la pandereta, tales como sachos y tom bases. También se modifica ligeramente el setlist, incluyendo algunos de los nuevos temas lanzados en los últimos meses.
Poco después, el 29 de marzo, publican «Quen é a que canta?» en colaboración con el dúo gallego Fillas de Cassandra. La canción invita a reencontrarse con nuestras niñas interiores y sentir orgullo de quiénes somos hoy, homenajeando a la infancia y las amistades forjadas a esa edad y rindiendo tributo a las soñadoras que fuimos en la soledad de nuestros cuartos.

## Discografía

### Álbumes
| Año  | Título       | Mejor posición | Detalles |
| Año  | Título       | ESP            | Detalles |
| ---- | ------------ | -------------- | --- |
| 2018 | Tanxugueiras | —              | - Lanzamiento: 8 de junio de 2018 - Discográfica: Independiente - Formato: CD, Digital, streaming                       |
| 2019 | Contrapunto  | 52             | - Lanzamiento: 22 de noviembre de 2019 - Discográfica: Calaverita Records, Play Plan - Formatos: CD, Digital, streaming |
| 2022 | Diluvio      | 4              | - Lanzamiento: 29 de julio de 2022 - Discográfica: Calaverita Records, Play Plan - Formatos: CD, Digital, streaming     |

### Sencillos
| Año  | Canción                                       | Mejor posición | Certificaciones | Álbum        |
| Año  | Canción                                       | ESP            | Certificaciones | Álbum        |
| ---- | --------------------------------------------- | -------------- | --------------- | ------------ |
| 2018 | «Que non mo neguen»                           | —              |                 | Tanxugueiras |
| 2019 | «Perfidia»                                    | —              |                 | Contrapunto  |
| 2019 | «Desposorio»                                  | —              |                 | Contrapunto  |
| 2020 | «Malquerenza»                                 | —              |                 | Contrapunto  |
| 2021 | «Midas»                                       | —              |                 | Diluvio      |
| 2021 | «Figa»                                        | —              |                 | Diluvio      |
| 2021 | «Terra»                                       | 7              | Disco de oro    | Diluvio      |
| 2022 | «Averno» (con Rayden)                         | 81             |                 | Diluvio      |
| 2022 | «Pano Corado»                                 | —              |                 | Diluvio      |
| 2022 | «Desidia»                                     | —              |                 | Diluvio      |
|      | «Seghadoras»                                  | —              |                 | Diluvio      |
|      | «Fame de Odio»                                | —              |                 | Diluvio      |
| 2023 | «Aire»                                        | —              |                 | —            |
| 2023 | «As que tiñan que estar» con Juancho Marqués  | —              |                 | —            |
| 2023 | «Hoxe, mañá e sempre» con Valeria Castro      | —              |                 | —            |
| 2024 | «Quen é a que canta?» con Fillas de Cassandra | —              |                 | —            |
| 2024 | «Pedindo Perdón»                              | —              |                 | —            |

### Promocionales
| Año  | Canción | Mejor Posición | Álbum   |
| Año  | Canción | ESP            | Álbum   |
| ---- | ------- | -------------- | ------- |
| 2021 | Telo    | —              | —       |
| 2021 | Coda    | —              | —       |
| 2021 | Terra   | 7              | Diluvio |

### Colaboraciones
| Año  | Sencillo                                                   | Álbum                                     |
| ---- | ---------------------------------------------------------- | ----------------------------------------- |
| 2017 | «Pepa» Tanxugueiras con A banda da Loba                    | Bailando as rúas                          |
| 2018 | «Cultura crítica» Tanxugueiras con Nao Galiza y SonDaRúa   | Ata que o lume se apague                  |
| 2019 | «East West» Tanxugueiras con Shooglenifty                  | Sin álbum                                 |
| 2019 | «Meigas» Tanxugueiras con Xabi Aburruzaga                  | Bost                                      |
| 2019 | «Non da Palestina?» Tanxugueiras con Xabi Aburruzaga       | Bost                                      |
| 2020 | «Cumbia de Muxía» Tanxugueiras con Los Jinetes del Trópico | Cabalgando Pola Ría                       |
| 2021 | «Ràbia» Tanxugueiras con Roba Estesa                       | Rosa permanent                            |
| 2021 | «Fariña» Tanxugueiras con Carlos Núñez e Iván Ferreiro     | A Irmandade das Estrelas (25 Aniversario) |
| 2021 | «Pobo de Artistas» Tanxugueiras con Dakidarria y más       | Colaxe                                    |
| 2022 | «Cambia todo» Tanxugueiras con Muerdo                      | 10 Años de Flores, Viento y Fuego         |
| 2022 | «Averno» Tanxugueiras con Rayden                           | Diluvio                                   |
| 2022 | «Tirititrán» Tanxugueiras con Macaco                       | Vuélame el Corazón                        |
| 2022 | «A virxe do Portovello» Tanxugueiras con Rozalén           | Matriz                                    |
| 2023 | «La humanidad y la tierra» Tanxugueiras con Iván Ferreiro  | Trinchera Pop                             |
| 2023 | «Reina» Tanxugueiras con Ruth Lorenzo                      | Reina                                     |
| 2023 | «SANGUE» Tanxugueiras con HardGZ                           | LACOSTA                                   |
| 2024 | «Ouveo» Tanxugueiras con Bala                              | Besta                                     |
| 2024 | «Remanso para morrer» Tanxugueiras con Andrés Suárez       | Sesiones Moraima 2                        |
| 2024 | «Movemento» Tanxugueiras con Shinova                       | Movemento                                 |
| 2025 | «Inconformismo» Tanxugueiras con Guadi Galego              | Inconformismo                             |
| 2025 | «Ghatiña Mansa» Tanxugueiras con Caamaño & Ameixeiras      | Ghatiña Mansa                             |
| 2025 | «Grito» Tanxugueiras con Las Migas                         | Flamencas                                 |

### Otras colaboraciones
| Año  | Sencillo                                                        | Álbum                               |
| ---- | --------------------------------------------------------------- | ----------------------------------- |
| 2021 | «Palabras que abrazan» Tanxugueiras con V.V.A.A. para Cruz Roja | Iniciativa 'Música por la Igualdad' |
| 2022 | «La algarabía» Tanxugueiras con Guitarricadelafuente            | La cantera                          |
| 2022 | «Més fort» Versión en catalán de «Stronger» de Kelly Clarkson   | El disc de La Marató 2022           |
| 2023 | «Ojalá» Tanxugueiras con Arcángel                               | Hereje                              |
| 2024 | «No mires a los ojos de la gente» Versión de Golpes Bajos       | B.S.O. Reina Roja                   |

## Premios y reconocimientos
- Premios de la Academia de Música 2024 (Nominadas a Mejor nuevo artista y Mejor canción en gallego/bable por «Aire»)
- Premios +Músicas 2023 (Mejor grabación de músicas del mundo y fusión por Diluvio)
- Premios MIN de la Música Independiente 2023 (Mejor álbum de música de raíz y Mejor álbum en gallego por Diluvio)
- Premios Odeón 2023 (Mejor artista revelación alternativa)
- Premios da Crítica de Galicia 2023 (categoría de Música)
- Premios Mestre Mateo 2022 (Mejor videoclip por «Figa»)
- Premios FADEMUR 2022 (Personas comprometidas con la igualdad en los pueblos)
- Premios MIN de la Música Independiente 2022 (Mejor artista emergente)[52]
- XIX Premios La Opinión de Música de Raíz 2020 (Mejor adaptación de una pieza tradicional)[53]
- World Music Charts Europe 2020 (20 mejores discos de World Music en mayo de 2020)
- Certamen aRi(t)mar Galiza e Portugal 2019 (Mejores Músicas de Galicia 2019)[54]
- Premios Mestre Mateo do Audiovisual Galego 2019 (Finalistas Mejor videoclip por «Perfidia»)[55]
- Scots Trad Music Awards 2019 (Finalistas en la categoría de Mejor vídeo con Shooglenifty)[56]
- Premios MIN de la Música Independiente 2019 (Finalistas Mejor álbum gallego)
- Premios Martín Códax de la Música 2019 (Mejor grupo de Música tradicional y folk)
- Premios MIN de la Música Independiente 2018 (Mejor álbum gallego)